# Pyrenestes minor
Pyrenestes minor là một loài chim trong họ Estrildidae.